# Šmarješke Toplice
 Šmarješke Toplice  est une commune située dans la région de Basse-Carniole en Slovénie. La commune, connue pour ses thermes dont l'eau à une température naturelle de 34 °C, est créée en 2006 à partir d'une partie du territoire de la commune de Novo Mesto.

## Géographie
La commune est située au sud-est de la Slovénie dans la région de la Basse-Carniole non loin de la frontière avec la Croatie. La ville principale de la région est Novo Mesto. La zone appartient au nord-est des Alpes dinariques.

### Villages
La commune est composée des localités de Bela Cerkev, Brezovica, Čelevec, Dol pri Šmarjeti, Dolenje Kronovo, Draga, Družinska vas, Gorenja vas pri Šmarjeti, Gradenje, Grič pri Klevevžu, Hrib, Koglo, Mala Strmica, Orešje, Radovlja, Sela pri Zburah, Sela, Strelac, Šmarješke Toplice, Šmarjeta, Vinica pri Šmarjeti, Vinji Vrh, Zbure et Žaloviče.

## Démographie
Avant 2006, date de la création de la commune, la population était reprise dans les statistiques de la commune de Novo Mesto. Sur la période 2007 - 2021, la population de la commune a légèrement augmenté pour dépasser 3 500 habitants.
Évolution démographique
| 2007  | 2008  | 2009  | 2010  | 2011  | 2012  | 2013  | 2014  | 2015  |
| ----- | ----- | ----- | ----- | ----- | ----- | ----- | ----- | ----- |
| 3 061 | 3 101 | 3 164 | 3 189 | 3 168 | 3 160 | 3 224 | 3 244 | 3 265 |
| 2016  | 2017  | 2018  | 2019  | 2020  | 2021  |       |       |       |
| 3 293 | 3 296 | 3 310 | 3 378 | 3 462 | 3 521 |       |       |       |